# 공항로 (청주시)
공항로(Gonghang-ro)는 충청북도 청주시 청원구 내덕동 내덕칠거리와 오창읍 복현리 복현 교차로를 잇는 충청북도의 도로이다.

## 주요 경유지
충청북도
- 청주시 청원구 (내덕동 - 율량동 - 주중동 - 오동동 - 외남동 - 오창읍)

## 노선
| 이름                | 접속 노선                                           | 소재지        | 소재지        | 비고               |
| 상당로와 직결       | 상당로와 직결                                       | 상당로와 직결 | 상당로와 직결 | 상당로와 직결      |
| ------------------- | --------------------------------------------------- | ------------- | ------------- | ------------------ |
| 내덕칠거리          | 충청대로 내덕로 안덕벌로 우암로 중앙로              | 청주시        | 청원구        |                    |
| 내덕사거리          | 1순환로                                             | 청주시        | 청원구        |                    |
| 사천교              |                                                     | 청주시        | 청원구        |                    |
| 사천교사거리        | 율천북로                                            | 청주시        | 청원구        |                    |
| 농협사거리          | 율봉로                                              | 청주시        | 청원구        |                    |
| 성모병원삼거리      | 주성로                                              | 청주시        | 청원구        |                    |
| 율량 교차로         | 2순환로                                             | 청주시        | 청원구        |                    |
| 발산교              |                                                     | 청주시        | 청원구        |                    |
| 종축장삼거리        | 팔결로                                              | 청주시        | 청원구        |                    |
| 오동육교            | 오동로                                              | 청주시        | 청원구        |                    |
| 오동 분기점         | 국도 제17호선 국도 제25호선 국도 제36호선 (3순환로) | 청주시        | 청원구        | 국도 제17호선 구간 |
| 오근장육교          |                                                     | 청주시        | 청원구        | 국도 제17호선 구간 |
| (공항 교차로)       | 지방도 제540호선 (오창대로)                         | 청주시        | 청원구        | 국도 제17호선 구간 |
| 팔결교              |                                                     | 청주시        | 청원구        | 국도 제17호선 구간 |
| 청원구 오창읍       |                                                     | 청주시        |               | 국도 제17호선 구간 |
| 가곡삼거리 (가곡교) | 팔결로                                              | 청주시        |               | 국도 제17호선 구간 |
| 도암교              |                                                     | 청주시        |               | 국도 제17호선 구간 |
| 오창교              | 팔결로                                              | 청주시        |               | 국도 제17호선 구간 |
| 창리사거리          | 지방도 제508호선 (중부로)                           | 청주시        |               | 국도 제17호선 구간 |
| 오창사거리          | 지방도 제507호선 (두릉유리로)                       | 청주시        |               | 국도 제17호선 구간 |
| 복현 교차로         | 화북로                                              | 청주시        |               | 국도 제17호선 구간 |
| 생거진천로와 직결   |                                                     |               |               |                    |

## 주요 건물 및 시설
- SK에너지 충북석유직영 방고개주유소 (공항로 8)
- 덕성초등학교 (충청북도 청주시 청원구 공항로 113)
- KT 창텔레콤 율량점 (공항로 122)
- 하나은행 율랑동지점 (공항로 126)
- 르노코리아 율량지점 (공항로 132)
- 전자랜드 파워센터 율량점 (공항로 155)
- 맥도날드 청주율량GS DT점 (공항로 156)
- 세븐일레븐 청주공항대로점 (공항로 228)
- 삼성스토어 율량본점 (공항로 229)
- 알뜰 코리아에너지주우소 (공항로 235)
- 투썸플레이스 청주공항로점 (공항로 237)
- 타이어프로 청주공항점 (공항로 288)
- E1 공항로주유소 (공항로 292)